# Neil Hamilton
James Neil Hamilton (9 de septiembre de 1899-24 de septiembre de 1984) fue un actor estadounidense conocido por su papel de James Gordon en la serie televisiva de la década de 1960 Batman. Además, fue un popular primer actor del cine de los años veinte y treinta.

## Biografía
Nacido en Lynn (Massachusetts), Hamilton era hijo único.
Su carrera en el mundo del espectáculo se inició cuando consiguió un trabajo como modelo en anuncios de revistas, algo similar a lo llevado a cabo por el actor del cine mudo Reed Howes, conocido por sus anuncios como "The Arrow Collar Man". Tras dicha experiencia se interesó en la interpretación y trabajó en varias compañías de repertorio. Gracias a ello consiguió su primer papel cinematográfico en 1918, pero su gran oportunidad llegó con la producción de D. W. Griffith The White Rose (1923). En 1924 viajó a Alemania con Griffith para realizar el pseudo-documental Isn't Life Wonderful, en el cual trabajaba la musa de Griffith, Carol Dempster.
Hamilton firmó un contrato con Paramount Pictures mediada la década de 1920, y pronto fue uno de los primeros actores más populares del estudio. En 1926 interpretó a uno de los hermanos de Ronald Colman en el film mudo de Paramount Beau Geste. También trabajó en Mother Machree, además de hacer de manera constante papeles de reparto para casi todos los estudios de Hollywood.
Hamilton pasó al cine sonoro a finales de los años 20 y siguió actuando en destacadas producciones cinematográficas. Así en 1930 intervino en The Dawn Patrol, interpretando al comandante del escuadrón, papel llevado a cabo por Basil Rathbone en la versión de 1938. Hamilton apareció en los títulos de créditos por delante de Clark Gable en el film de 1931 protagonizado por Joan Crawford Laughing Sinners. En 1932 inició su interpretación como Harry Holt, papel que hizo en Tarzán de los monos y en la secuela de 1934, Tarzán y su compañera, producción de Metro-Goldwyn-Mayer. En total Hamilton hizo 268 películas, tanto mudas como sonoras, trabajando junto a estrellas de la talla de Norma Shearer, Constance Bennett, Ann Sothern, y Jean Arthur.
En la década de 1940, por razones poco claras, disminuyeron las ofertas para que Hamilton trabajara en cine de clase "A", por lo que hubo de aceptar actuar en seriales, en serie B, y en otros proyectos de prestigio menor.
A pesar de ello, Hamilton tuvo la oportunidad de trabajar en numerosas producciones televisivas en las décadas de 1950 y 1960, destacando de entre ellas Perry Mason (Yvonne Craig, que sería Barbara Gordon en Batman, trabajó con él en el episodio "The Case of the Lazy Lover"), Maverick, Mister Ed, y The Outer Limits. 
En 1960 Hamilton reemplazó a Richard Cromwell, que falleció a causa de un hepatocarcinoma, para actuar en la producción de 20th Century Fox The Little Shepherd of Kingdom Come, en la que trabajó junto a Jimmie Rodgers y Chill Wills.
Sin embargo, el papel por el cual es probablemente más recordado Hamilton es el de James Gordon en la serie televisiva Batman. En esta producción, protagonizada por Adam West, actuó en un total de 120 episodios.
Como actor teatral, en la década de 1940 e inicios de la de 1950, Hamilton trabajó en el circuito de Broadway en shows como Many Happy Returns (1945), The Men We Marry (1948), y Late Love (1953).

## Vida personal
Hamilton estuvo casado con Elsa Whitmer desde 1922 a 1984, año en el que falleció el actor. El matrimonio tuvo un hijo. Hamilton era un primo lejano de Margaret Hamilton, conocida por su participación en El mago de Oz (1939). Sin embargo, y contra los rumores populares, no estuvo emparentado con el actor John Hamilton.
Hamilton falleció en 1984, con 85 años de edad, a causa de un ataque de asma, en Escondido (California). Sus restos fueron incinerados y las cenizas esparcidas en el mar.

## Selección de su filmografía
- The White Rose (Flor que renace) (1923)
- Isn't Life Wonderful (La aurora de la dicha) (1924)
- America (1924)
- The Side Show of Life (1924)
- El gran Gatsby (1926)
- Beau Geste (1926)
- Desert Gold (1926)
- Mother Machree (¡Madre mía!) (1928)
- The Showdown (De hombre a hombre) (1928)
- The Mysterious Dr. Fu Manchu (1929)
- The Four Feathers (1929)
- Darkened Rooms (1929)
- The Return of Dr. Fu Manchu (La expiación de Fu-Manchú) (1930)
- Strangers May Kiss (Besos al pasar) (1931)
- Laughing Sinners (Salvada) (1931)
- This Modern Age (Esta edad moderna) (1931)
- Hollywood al desnudo (1932)
- Two Against the World (1932)
- Tarzán de los monos (1932)
- One Sunday Afternoon (La mujer preferida) (1933)
- Blind Date (1934)
- Tarzán y su compañera (1934)
- Mr Stringfellow Says No (1937)
- Army Girl (1938)
- The Saint Strikes Back (1939)
- They Meet Again (1941)
- Brewster's Millions (1945)
- The Patsy (Jerry Calamidad) (1964)
- Batman (1966)
- Which Way to the Front? (1970)